# Odette Di Maio
Odette Di Maio (Torre del Greco, 14 maggio 1971) è una cantautrice e musicista italiana.

## Biografia
Cantante solista, musicista e coautrice dei Soon, gruppo pop rock milanese fine anni '90, pubblica con questo gruppo gli album Scintille (1996) e Spirale (1997).
Dopo lo scioglimento dei Soon, partecipa a vari progetti: canta assieme a Ben Slavin nei The March e nei suoi successivi album solisti, collabora con Lorenzo Bianchi (Lorbi) in The Ring, canta in Faith di Parov Stelar ed in December di Pilot Jazou, ed infine collabora con Christopher von Deylen nell'ambito del progetto musicale Schiller, cantando Lost again e Un solo minuto dell'album Atemlos.
Dopo alcune esibizioni dal vivo, il 9 maggio 2012, pubblica, come coautrice cantante solista, Infection, il primo album di Miss O, duo composto da Odette di Maio e Jan De Block con la collaborazione di Luc van Lieshout (Tuxedomoon).

## Discografia

### Album
- Soon: Scintille, Black Out/Mercury 1996
- Soon: Spirale, Black Out/Mercury 1997
- Miss O: Infection, Addictive Noise Records 2012

### Collaborazioni
- Parov Stelar: Faith, Etage Noir Recordings 2005
- Parov Stelar: Seven and Storm, Etage Noir Recordings 2005
- Pilot Jazou: More Time, Disturbance 2007
- Schiller: Atemlos, Island Records 2010